# Visión negra
La visión negra o black out ocurre cuando el piloto eleva el avión bruscamente imprimiendo un aumento de aceleración vertical (medida en 'número de G,s' o fuerzas G) por comparación con la aceleración de la gravedad terrestre.
Como consecuencia, debido al principio de inercia el fluido sanguíneo tiende a permanecer en reposo en lugar de seguir el movimiento vertical hacia arriba del cuerpo y por tanto, en relación con el cuerpo, se dirige a los pies, disminuyendo el riego sanguíneo del cerebro produciendo como primer síntoma la aparición de un velo negro en la visión que da nombre al fenómeno que puede derivar rápidamente en pérdida de conciencia con el consiguiente peligro para el vuelo.
Para llegar a experimentar la visión negra el cuerpo humano debe someterse a aceleraciones de entre cuatro y siete veces la aceleración de la gravedad y esto ocurre en aviones de grandes prestaciones al realizar maniobras bruscas como la recuperación de un picado.
Para evitar los efectos de la visión negra y el peligro para la aeronave y piloto se desarrolló el traje anti-G , consistente en unas cámaras hinchables que al aumentar la aceleración vertical se inflan oprimiendo el cuerpo del piloto en las piernas y el abdomen y evitando de esta forma que la sangre se desplace a esta parte del cuerpo, manteniendo el riego en el cerebro.